# Livsens Ondskab (tv-serie)
 For alternative betydninger, se Livsens Ondskab. (Se også artikler, som begynder med Livsens Ondskab)
Livsens Ondskab er en dansk tv-serie fra 1972 i fem afsnit instrueret af Palle Skibelund. Serien bygger på Gustav Wieds to bøger Livsens Ondskab (1899) og Knagsted (1902). Hovedrollerne som toldkontrollør Knagsted og Emanuel Thomsen spilledes af hhv, Carl Ottosen og Keld Markuslund; de døde kort efter.

## Handling
Der er snart gået 15 år, siden Karen Thomsen (Inger Bagger) og hendes søn Emanuel (Keld Markuslund) måtte se deres hjem, Møllegården, solgt på tvangsauktion. De 15 år er brugt i Gammelkøbing, hvor Karen har ernæret sig ved at sælge garn og reparere lingeri. Emanuel, som har fået øgenavnet Thummelumsen, havde mistet lysten til alt, men en nat viste hans døde far sig for ham i en åbenbaring og sagde, at han en dag ville kunne købe Møllegården tilbage, hvis den gamle enøjede kat Knors og verdens ældste hane Mortensen ikke døde, før de igen havde sat deres ben på Møllegården. Emanuel blev fast besluttet på at få sin fædrene gård tilbage og tog alt det arbejde, han kunne komme i nærheden af, samtidigt med at han passede de gamle, syge dyr.
I Gammelkøbing er den gamle toldkontrollør død, og "Esau" Knagsted (Carl Ottosen) har erstattet ham. Knagsted bliver hurtigt byens nye samtaleemne, da han ikke just har et udadvendt sind. Han har dog engageret sig i den gamle konsul Mørch (Elith Pio), som han går tur med hver dag. På hotellet får redaktør Heilbunth (Erik Paaske) øje på Knagsted og inviterer ham med i byens "eksklumpsive" klub Ædedolkenes Klub. Her møder Knagsted bl.a. overlærer Clausen (Ebbe Rode), kæmner Lassen (Ove Verner Hansen) og partikulier Eriksen – kaldet luksusbugen (Poul Bundgaard). Klubben har sin egen tjener, Emanuel Thomsen, der har taget jobbet, selvom han ikke finder det menneskeværdigt. Skønt Knagsted og Thomsen ikke umiddelbart får noget med hinanden at gøre, bliver deres liv på mærkelig vis parallelle.

## Medvirkende
- Carl Ottosen – toldkontrollør "Esau" Knagsted (kaldet Livsens Ondskab)
- Keld Markuslund – Emanuel Thomsen (kaldet Thummelumsen)
- Inger Bagger – Mor Karen
- Ebbe Rode – Overlærer Clausen
- Kirsten Rolffes – Fru Heilbunth
- Mime Fønss – Fru Lassen
- Elith Pio – Konsul Mørch
- Arthur Jensen – Menneske-Mortensen
- Erik Paaske – Redaktør Heilbunth
- Ove Verner Hansen – Kæmner Lassen
- Eik Koch – Spritfabrikant Røssel
- Poul Bundgaard – Partikulier Eriksen (kaldet Luksusbugen)
- Karen Wegener – Wulfdine
- Jørgen Beck – Morbror Jacob
- Bodil Udsen – Skov-Stine
- Jørgen Kiil – Hotelejer "Pli" Hansen

## Optagelsessteder
Det er antaget, at Gustav Wieds afbildning af Gammelkøbing er en afbildning af hans egen by, Roskilde, hvilket tv-serien også afspejler, da dele af den er optaget omkring Roskilde. F.eks. bruges Tadre Mølle til Møllegården.
Men optagelserne i byrummet i Gammelkøbing er optaget i Rudkøbing på Langeland, hvor det klassiske miljø fra århundredeskiftet stadig findes i byens centrum.